# Gungrave
Gungrave (ガングレイヴ Gangureivu?) är en japansk anime på 26 avsnitt av Toshiyuki Tsuru. Serien baseras på SEGAs spel till PlayStation 2 med samma namn och följer Brandon Heat och hans vän Harry McDowel genom deras liv i maffiaorganisationen Millenion.